# Ca la Rosa Barra
Ca la Rosa Barra és un monument del municipi d'Alcover protegit com a bé cultural d'interès local.

## Descripció
L'edifici és a l'avinguda de Mont-ral, davant del mur lateral de l'església Nova d'Alcover. La casa presenta la tipologia de construcció rural que apareix amb freqüència les edificacions alcoverenques. Les successives reformes l'han fet perdre la unitat d'estil, però dels elements que en resten, cal remarcar la magnífica porta, amb dovelles radials de pedra, a la central de les quals hi ha la inscripció de 1598. La resta de la façana té obertures rectangulars, disposades irregularment.

## Història
Ca la Rosa Barra és un edifici datat l'any 1598 en la dovella central de la porta. És l'única casa important d'aquesta època fora de la muralla d'Alcover. Per la pressió demogràfica, aquesta zona es va urbanitzar al segle xvi. Una de les primeres obres va ser l'església Nova (1578-1630). Hi havia una certa rivalitat amb el nucli antic, en el context de la qual es pot situar la construcció de Ca la rosa Barra fora del clos murallat.